# Arbesbach
Arbesbach je městys v okrese Zwettl v rakouské spolkové zemi Dolní Rakousy.

## Geografie
Arbesbach leží ve Waldviertelu (Lesní čtvrti) v Dolních Rakousích. Plocha městyse zahrnuje 54,98 kilometrů čtverečních. 48,59 % plochy je zalesněno.

### Katastrální území
- Arbesbach
- Brunn
- Etlas
- Haselbach
- Kamp
- Neumelon
- Pretrobruck
- Purrath
- Rammelhof
- Schönfeld
- Schwarzau
- Wiesensfeld

### Sousední obce
- Groß Gerungs na severu
- Rappottenstein na východě
- Schönbach na jihovýchodě
- Altmelon na jihu
- Königswiesen na jihozápadě
- Liebenau na severozápadě

## Historie
Místo v Dolních Rakousích má dějiny stejně proměnlivé jako jsou dějiny celého Rakouska.
Hrad Arbesbach, nazývaný také „Stolička Waldviertelu", je postavený na žulové skále v nadmořské výšce 900 metrů. Hrad byl postaven na konci 12. století uprostřed "Arbesbacherského lesa" na tehdejší dálkové cestě ze Spitzu do Freistadtu kolem roku 1190 Kuenringy z větve Weitra-Rappottenstein.
Obec Arbesbach vznikla počátkem 13. století pod hradem jako opěrný bod uprostřed panství. Poprvé v dokumentech je zmiňovaná fara Arwaizpach. Právo trhové dostala obec na konci 14. století.
Farní kostel svatého Jiljí byl postaven na úzkém výběžku obdélníkového tvaru. Po požáru v roce 1756 byl na stejném místě postaven v letech (1761-1772) nynější barokní kostel.
Jihozápadně od obce byla v lese na Galgenbergu postavena šibenice, která byla na popravu použita v roce 1728. Šibenice byla postavena na žulové skále a dosud tu stojí tři kamenné sloupy a zdivo kruhu s průchodem.

### Vývoj počtu obyvatel
- 1971 1841
- 1981 1836
- 1991 1770
- 2001 1785

### Sport
- Mužstvo USV (voleybal) hraje první ligu Rakouska.
- Spolek UFC (fotbal) hraje první ligu Waldviertelu.
- Dále je tu působí tenisový klub a klub stolního tenisu.

## Politika
Starostou městyse je Alfred Hennerbichler, vedoucím úřadu je Gerhard Huber a zástupkyní starosty je Veronika Stiedl.
V obecním zastupitelstvu je 19 křesel, která jsou po volbách konaných 14. března 2010 podle získaných mandátů rozdělena takto:
- ÖVP 17
- SPÖ 1
- FPÖ 1

## Hospodářství a infrastruktura
Nezemědělských pracovišť bylo v roce 2001 71, zemědělských a lesnických pracovišť bylo v roce 1999 zjištěno 197. Počet výdělečně činných v místě bydliště bylo při sčítání lidu v roce 2001 831. To představuje 50,7 %.